# بيت الكوامل (فلم)
بيت الكوامل فيلم مصري من إنتاج عام 1986.

## القصة
دراما اجتماعية مختلطة بمعاناة ساكني بيت كبير يسمى «بيت الكوامل». تقرر فريدة (نادية الجندي) مالكة المنزل هدم البيت وبناء برج سكني كبير ولا تعير لساكني المنزل أي اهتمام ولكن حظها العثر يوقعها في غرام علي وهو إحدى ساكني المنزل، فتولي له مسؤولية إدارة مشروعها الجديد وتعطي له الحق في وكالة جميع اعمالها يقرر علي إستغلال الوكالة والانتقام من فريدة والثأر لساكني المنزل

## الممثلين والشخصيات
- نادية الجندي بدور فريدة هانم
- محمود مسعود بدور المهندس علي
- جميل راتب بدور فهمي
- إيمان الطوخي بدور منى - زوجة علي
- عبد المنعم إبراهيم بدور جمعة الكبش
- أحمد غانم بدور الأسطى جابر النجار - زوج أم علي
- جمال إسماعيل بدور شبابو الحلاق
- ليلى فهمي بدور حسنه أم منى
- هانم محمد بدورأم علي